# 아메바과
아메바과(Amoebidae)는 아메바목에 속하는 아메바류과의 하나이다.

## 하위 분류
- 아메바속 (Amoeba)
- Chaos
- Deuteramoeba
- Hydramoeba
- Metachaos
- Parachaos
- Polychaos
- 통아메바속 (Trichamoeba)